# 且试天下
《且試天下》（英語：Who Rules The World），2022年中國大陸架空古裝武侠剧。根据傾泠月同名小說改编，由尹濤執導，楊洋、趙露思領衔主演。于2022年4月18日在腾讯视频播出，海外则由weTV播出。

## 播放平台

### 播出時間
| 頻道       | 所在地   | 播出日期                      | 播出時間 | 備註 |
| 騰訊視頻   | 中国大陆 | 2022年4月18日 - 2022年5月17日 | 20:00    | VIP會員首更8集 每周一至周三更新2集 非VIP會員首更2集 每周一至周五更新1集 5月1日起更改为每周日至周三更新2集 |
| WeTV       | 全世界   | 2022年4月18日 - 2022年5月17日 | 20:00    | VIP會員首更8集 每周一至周三更新2集 非VIP會員首更2集 每周一至周五更新1集 5月1日起更改为每周日至周三更新2集 |
| Netflix    | 全世界   | 2022年4月28日 - 2022年5月21日 |          | 4月28日更新12集 每周六更新6集                                                                             |
| 港台電視31 | 香港     | 2022年9月1日 - 2022年10月26日 | 20:30    | 國劇830，粵語配音版 星期一至五播出1集                                                                     |
| 八度空间   | 马来西亚 | 2022年9月29日 - 2022年12月7日 | 21:00    | 星期一至四播出1集                                                                                         |
| LaLa TV    | 日本     | 2024年2月7日 -                | 20:00    | 周一至周五播出 日文字幕版                                                                                 |
| BS11       | 日本     | 2024年5月14日 -               | 22:00    | 週一至週四播出 日文字幕版                                                                                 |
| TVQ        | 日本     | 2025年1月15日 - 2025年3月12日 | 12:00    | 周一至周五播出（不包括公共假期） 日文字幕版                                                               |

## 劇情介紹
俊雅绝伦的黑丰息（楊洋 飾）和风华绝世的白风夕（趙露思 飾）在江湖中相识相斗十年，被江湖人称为黑丰白夕。直到朝堂风云变幻，他们才得知对方有另一个身份——雍州二王子丰兰息和青州公主风惜云。丰兰息得到雍州世子之位后，陪伴风夕回青州见证她登基成为青州女王，并与她共同面对幽州、翼州合力进攻青州的难题。最后，二人合力除去为了一己私欲导致天下大乱的玉无缘（張昊唯 飾）。一切尘埃落定，豐蘭息因救風惜而令壽命只有十年。之後豐蘭息禪让帝位于皇朝（賴藝 飾），希望他能好好对待百姓，後与风惜云离开朝堂，归隐山林。同年四月，皇朝登基為帝，國號為皇，年號昔澤。
天下七分，帝室為尊，以玄極令號令六州。 
1. 大東帝朝，地處七州中央。
2. 幽州王－地處大東帝朝之正南方，公主嫁入冀州後即與冀州合為冀幽州
3. 青州王－地處大東帝朝之西南方，後與雍州合為雍青州，並實施兩王共治
4. 雍州王－地處大東帝朝之正西方，後與青州合為雍青州，並實施兩王共治
5. 商州王－地處大東帝朝之東北方，後投降於冀幽州
6. 北州王－地處大東帝朝之正北方，後投降於雍青州
7. 冀州王－地處大東帝朝之正東方，最終一統天下

昔日神算子-月輕煙: 曾評點天下四大公子: 玉和、蘭雅、皇傲、息隱、
1. 玉和_玉無緣。
2. 蘭雅_豐蘭息。
3. 皇傲_皇朝。
4. 息隱_黑豐息。[來源請求]

## 登場人物

### 領銜主演
| 演員                                        | 角色   | 介紹 | 國語配音 | 香港配音 |
| 楊洋 童年：劉奕冉 少年：徐崴羅 青年：馬伯全 | 豐蘭息 | 雍州二殿下(嫡長子)→永平君→永平侯→雍州世子→雍州王→雍青州王→大東帝朝皇帝(未登基)→禪讓於皇朝成為庶民 天下四大公子之一，為先王后倚歌與雍王所生。溫文爾雅，精通琴棋書畫，卻身體虛弱，實則早年遭百里氏多次下毒陷害未果，為了擺脫其控制才借養病一說，多年居於溫泉宮，後回雍京。 因大難不死，父王為給其交代，特拔擢為永平君，遙治金城、當城二州。 | 邊江     | 黃榮璋   |
| 楊洋 童年：劉奕冉 少年：徐崴羅 青年：馬伯全 | 黑豐息 | 為豐蘭息於江湖上之化名，天下四大公子之一，與白風夕並稱兩大絕世高手。僅用了八年時間便建立起天下最大的民間情報機構--隱泉水榭，俊雅絕倫、容貌絕世、精於算計卻心懷天下。在白風夕眼中是為了利益不惜一切代價的腹黑之人，因此被暱稱為黑狐狸。心悅白風夕，曾多次出手相救。                                                                        | 邊江     | 黃榮璋   |
| 趙露思 童年：張熙唯 青年：劉琪錡            | 風惜雲 | 青州公主→青州王→雍青州王→禪讓於皇朝成為庶民 天資聰慧、文采冠絕古今，十歲時便作出《論景台十策》，名滿天下。與豐蘭息年少時便相識。 | 路熙然   | 黎皓宜   |
| 趙露思 童年：張熙唯 青年：劉琪錡            | 白風夕 | 為風惜雲於江湖上之化名，天霜門大弟子，與黑豐息並稱兩大絕世高手。相貌傾國傾城、絕代佳人，性格瀟灑直率、不拘小節。自十二歲起遊走於江湖，足跡遍及整個東朝大陸，於江湖中結識黑豐息，多次聯手拯救江湖於水火之中。心悅黑豐息。 | 路熙然   | 黎皓宜   |

### 雍州
| 演員                                        | 角色   | 介紹 | 香港配音            |
| 張豐毅 青年：劉勐                           | 豐宇   | 雍州王 雍州王，豐蘭息的父親。先納有百里氏為妾，後被安排迎娶帝室倚歌公主為正宮。因自己是庶出，對血統論有些在意，所以對百里氏較為偏愛，對自己的嫡子豐蘭息並無深厚的父子之情。 | 黃志明              |
| 夢秦                                        | 倚歌   | 大東帝室公主→雍州王先元王后 大東帝室禧帝之胞妹，人稱倚歌公主，雍州之先王后，豐蘭息生母。 | 方淑儀              |
| 李若彤 （中國香港） 青年：琪格              | 百里氏 | 平民→雍王妾室→雍王妃→繼王后→賜白陵 小名：香兒，平民（布販之女）出身，入宮前已育有大王子，後入宮先被雍王納為妾室，後誕下小王子，晉升為妃。王后倚歌病逝後，歷經半年努力，方為繼位王后。為人陰險多謀，為了豐莒將來得以繼承王位，長年陷害豐蘭息欲置之於死地。而後被豐蘭息找到毒害倚歌皇后的證據，第34集被雍王賜以白綾上吊自盡 | 簡森                |
| 姜峰                                        | 元祿   | 雍州大內總管。 | 潘昀雋              |
| 張天陽 童年：陳梓錡 少年：肖添仁            | 豐萇   | 雍州大殿下(庶長子)→永信君→未知 雍州大皇子，為百里氏入宮前所生。因自小患有癲癇，被眾人以為是鬼纏身，因此不被百里氏正眼對待甚至虐待。倚歌皇后對豐萇視如己出，將其撫養長大。豐萇因此對倚歌的親生兒子豐蘭息百般維護，甚至與母親百里氏抗衡。                                                                                   | 趙錦標 童年：方淑儀 |
| 楊洋 童年：劉奕冉 少年：徐崴羅 青年：马柏全 | 豐蘭息 | 請詳見領銜主演。 | 黃榮璋              |
| 趙昕 童年：馬藝芮 少年：孟芷旭              | 環娘   | 豐蘭息侍女，從小一起長大，後因自作主張想將白風夕驅離豐蘭息身邊而遭豐蘭息趕走回鄉。 | 張惠雯              |
| 黃毅                                        | 鍾離   | 豐蘭息的侍從。看起來是一副無害的天真少年的模樣，其實有著非凡的身手。喜歡訓鳥，聽懂鳥語，是幫助豐蘭息創立隱泉水榭的重要人物之一。 | 翁兆德              |
| 江柏萱 青年：許鵬                           | 任如松 | 雍州將軍、都督、太傅 豐蘭息的老師。受倚歌公主臨終之前託付，好好照顧豐蘭息，也是少數知道其雙重身分之人。 | 袁德基              |
| 趙倬霆                                      | 任穿雲 | 驃騎大將軍 任如鬆的兒子，豐蘭息的左右手。 因主子大難不死，主子父王為給主子交代，順勢拔擢為將軍一職，掌青林衛。 | 何偉誠              |
| 王軒                                        | 任穿雨 | 果勇校尉 任如鬆的兒子，豐蘭息的左右手。 因主子大難不死，主子父王為給主子交代，順勢拔擢為校尉一職。 | 潘昀雋              |
| 劉芮麟 童年：陶曦樂 少年：孟芷旭            | 豐莒   | 雍州三殿下(庶次子)→庶民（被貶） 雍州三殿下，為百里皇后入宮後所生。從小嬌生慣養，受百里氏百般呵護。雖然豐莒有百里皇后為其登基之路出謀劃策，但自己也有一番謀劃。叛變失敗後，豐莒被雍王貶為庶民，並在離開王宮前見到母親上吊自盡而發瘋。                                                                                      | 周倚天              |
| 樊驛寧                                      | 王元   | 豐莒的心腹。為人好大喜功。 | 翁兆德              |
| 周耀                                        | 李甲賢 | 豐莒的門客。 | 何偉誠              |
| 岳躍利                                      | 秦相   | 雍州右相。 | 周倚天              |
| 宋建斌                                      | 王亥   | 雍州左相。乃冀州多年來暗藏臥底。早年密謀毒害雍州王后倚歌。 | 何偉誠              |
| 宣璐                                        | 鳳棲梧 | 鳳家家主/雍州女吏部尚書→雍青州將軍 聰慧堅韌、文武雙全。不僅憑藉其智勇讓外界另眼相看，鳳家內部也對她無比信服。鳳棲梧初始對豐蘭息弱不禁風的樣子嗤之以鼻，但在豐蘭息救下她後，發現他實際上足智多謀，運籌帷幄，便傾心於他。鳳棲梧想和他站在一起，被豐蘭息拒絕。之後，盡心輔佐豐蘭息坐上世子之位。                             |                     |
|                                             | 鳳延壽 | 鳳家長老。 | 袁德基              |
| 霍青                                        | 裴有說 | 雍州大學士 | 周倚天              |
|                                             | 王明海 | 兵部侍郎。 | 翁兆德              |
| 劉旭                                        | 張仲革 | 官員。 | 黃志明              |
| 節冰                                        | 戚國公 | 豐蘭息朝堂對手。 |                     |
| 林雪飄                                      | 戚澄娘 | 戚國公的女兒 | 張惠雯              |
| 王鉑清                                      | 豐寧   | 雍州王爺 |                     |
| 董靖晨                                      | 掮客   | 販賣試題的人。 | 潘昀雋              |

### 青州、天霜門
| 演員                             | 角色   | 介紹 | 香港配音   |
| 馬躍                             | 風行濤 | 青州王 人不犯我我不犯人的性格，只想守護青州百姓不主動攻佔他人城池挑起戰爭，本已病重，因風寫月戰死而隨之病故。                                  | 何偉誠     |
| 李九霖                           | 風寫月 | 青州世子 戰場上被斷魂門主暗箭偷襲戰死 |            |
| 趙露思 童年：張熙唯 青年：劉琪錡 | 風惜雲 | 請詳見領銜主演。 | 黎皓宜     |
| 蔣愷                             | 白建德 | 天霜門掌門，白風夕師父。護令者之一。追查假玄極令事件被玉無緣發現遭其毒害而死。                                                                 | 黃志明     |
| 艾米                             | 白琅華 | 白風夕師妹，白建德之女，心繫修久容，曾誤會父親亡故是白風夕所殺而誤殺白風夕，得知真相後內疚不已                                                 | 梁倩蘅     |
| 王弘毅                           | 修久容 | 天霜門弟子，喜歡白琅華 |            |
| 張博涵                           | 顧宇   | 天霜門弟子，二師兄。白風夕暫代掌門之時對她極度不服，因而遭李甲賢利用去殺害雍州朝廷命官以至於捲入雍州科舉舞弊案，後被毒害滅口。                 | 簡懷甄     |
| 徐淩晨                           | 陸拾   | 天霜門弟子 |            |
| 傅鉑涵 少年：盧展翔              | 韓樸   | 北州韓家少主→天霜門弟子→風雲騎督將 韓玄齡之子，韓家遭斷魂門滅門後被白風夕帶回天霜門。 在第39集末至40集，在戰爭中為報恩替風惜雲擋下敵箭而戰死。 | 少年：簡森 |
| 陳昱同                           | 徐淵   | 青州大將 |            |

### 冀州
| 演員              | 角色   | 介紹 | 香港配音 |
| 鄭曉寧            |        | 冀州王 |          |
| 賴藝 童年：張宇軒 | 皇朝   | 冀州世子、幽州駙馬→冀幽州王→大東帝朝皇帝 天下四大公子之一、極具野心，為爭天下，不擇手段，曾傾慕白風夕，然而經歷種種戰事及陰謀，最終一統天下也成為一位心懷天下百姓的皇帝 | 潘昀雋   |
| 崔恩慈            | 皇雨   | 冀州公主 (在原著小說中為二王子殿下亦為雷雨將軍，娶秋九霜為妻) 傾心於玉無緣，最終卻因為發現其陰謀而喪命                                                                  | 張惠雯   |
| 賀開朗            | 燕瀛洲 | 烈風將軍，皇朝的手下，尋得玄極令後於北州境內雖遇白風夕相助但依然遭眾人圍攻戰死                                                                                          | 周倚天   |
| 冷紀元            | 蕭雪空 | 掃雪將軍，皇朝的手下。 |          |
| 楊青竹            | 秋九霜 | 寒霜將軍，皇朝的手下。 |          |
| 趙冉              | 馬孟起 | 馬王堡家主，馭馬術擁有者，遭斷魂門列為下個目標被白風夕及時發現提前佈署，逃過了滅門的慘運                                                                                |          |

### 幽州
| 演員                | 角色   | 介紹 | 香港配音 |
| 王崗                |        | 幽州王 | 潘昀雋   |
| 都釗                | 華純淵 | 幽州世子 |          |
| 安悅溪 童年：邢韻嘉 | 華純然 | 幽州公主→大東天女→冀幽州王后→大東帝朝皇后 為大東第一美人，天資聰慧，具有強大的野心。曾傾慕於黑豐息。 因獻奉佛骨舍利於大東皇帝淳禧帝，被其封為天女一職（以此名頭，便於後續擇婿之籌碼）。 |          |

### 商州
| 演員   | 角色   | 介紹                             | 香港配音 |
| 何涌生 |        | 商州王。                         |          |
|        | 楊慕馳 | 商州世子。                       | 簡懷甄   |
| 楊洺   | 范士季 | 商州大將軍，亦為進攻洛城之主帥。 | 黃志明   |
| 章傑峯 | 劉常秀 | 商州宦官。                       | 何偉誠   |
| 張軍   |        | 商州將軍。                       | 周倚天   |

### 北州
| 演員                | 角色   | 介紹                                               | 香港配音   |
| 黑子                |        | 北州王                                             |            |
| 孔奇力              | 尉遲烈 | 北州世子。                                         | 何偉誠     |
| 宗峰岩              | 韓玄齡 | 以煉製丹藥聞名之韓家家主，韓樸之父，慘遭斷魂門滅門 | 袁德基     |
| 傅鉑涵 少年：盧展翔 | 韓樸   | 韓玄齡之子，祥見天霜門。                           | 少年：簡森 |
| 崔相萌              | 魏安   | 前往韓家祝壽的武俠。                               | 周倚天     |

### 其他演員
| 演員   | 角色     | 介紹 | 香港配音 |
| 張昊唯 | 玉無緣   | 本劇大反派，天下四大公子之首，天人玉家少主，也是傳說蛩蛩與距虛之中的蛩蛩後人，因祖先玉言天幫助學生威烈帝創建大東帝朝後卻遭抄滿門而身負血海深仇，於是潛伏在皇朝身邊當謀士，明面均以厭惡戰爭示人，但實際上卻是獻計給大東皇帝以尋找假玄極令藉此挑起各州勢力相互爭鬥，並將曾經大舉進攻大東帝京名為蛩蛩與距虛的異軍利用斷魂門名義借殼重生，為了報仇雪恨一統天下不惜讓眾多戰士與百姓葬生，最終被豐蘭息、風惜雲聯手以蘭因璧月擊潰而亡。 | 簡懷甄   |
| 杜志國 | 淳禧帝   | 大東皇帝 於第33集遭玉無緣安排在皇宮的奸細毒害而死。 | 袁德基   |
| 易大千 | 景炎     | 大東太子→大東皇帝→禪讓於豐蘭息 毫無半點治國之才能 | 潘昀雋   |
| 盧勇   | 東殊放   | 大東將軍 於第40集遭玉無緣利用而不自知，最終遇上因韓樸之死已滿身怒氣的風惜雲而死於其劍下。 |          |
| 王德順 | 太陰老人 | 當世謫仙，霧山困局與蘭茵璧月功法的創始者，並將其傳授予黑豐息與白風夕 | 何偉誠   |
| 溫海波 | 天機老人 | 當世謫仙，最後使用雪老天山換命之術，救活白風夕 |          |
| 趙岩松 | 祈延年   | 虞城兩大首富之一祈家的家主。 | 周倚天   |
| 吳逸迦 | 祁雲     | 祁家少主，祈延年之子 | 袁德基   |
| 吳斌   | 趙輕侯   | 虬江盟盟主，祁家的打手 | 黃志明   |
| 馮國強 | 尚也     | 虞城兩大首富之一尚家的家主。 | 黃志明   |
| 魏志強 | 王水龍   | 護令者之一 |          |
| 陳牧揚 |          | 斷魂門門主，玉無緣之手下 | 袁德基   |
|        | 費盛     | 洛城城主。 | 袁德基   |
| 莫雲凱 | 劉文向   | 洛城統領。 | 周倚天   |
| 周洛伊 | 紅羅     | 舞女。 |          |
| 王凯   | 茄哩啡   | |          |

## 电視原聲帶

### 中國大陸
| 《且試天下》電視劇原聲帶 | 《且試天下》電視劇原聲帶 | 《且試天下》電視劇原聲帶 | 《且試天下》電視劇原聲帶 | 《且試天下》電視劇原聲帶 | 《且試天下》電視劇原聲帶 |
| 曲序                     | 曲目                     |                          | 作曲                     | 编曲                     | 演唱                     |
| ------------------------ | ------------------------ | ------------------------ | ------------------------ | ------------------------ | ------------------------ |
| 1.                       | 无双（片头曲）           | 陈聆子                   | 徐林                     | 徐林                     | 劉宇寧                   |
| 2.                       | 風息（片尾曲）           | 张靖怡                   | 刘炫豆                   | 刘炫豆                   | 胡彥斌、葉炫清           |
| 3.                       | 一梦浮生（情感主題曲）   | 陈曦                     | 董冬冬、陈曦             | 闫天午                   | 汪蘇瀧                   |
| 4.                       | 孤注（命運主題曲）       | 陈曦                     | 董冬冬                   | 闫天午                   | 譚維維                   |
| 5.                       | 如梦（插曲）             | 张靖怡                   | 刘炫豆                   | 刘炫豆                   | 賴美雲                   |

## 記事
- 2021年2月3日，《且試天下》在横店影視城開拍並進行開機儀式，女主角趙露思參與開機儀式，男主角楊洋缺席，由經紀人代替出席[3]。
- 2021年2月23日，男主楊洋進組開始拍攝。
- 2021年4月8日，《且試天下》官方微博宣佈陣容並發佈男女主角的定妝海報。
- 2021年6月12日，全劇殺青。

## 原著小說
| 出版時間  | 書籍名稱     | 作者   | 出版社             | ISBN               |
| --------- | ------------ | ------ | ------------------ | ------------------ |
| 2007年5月 | 《且試天下》 | 傾泠月 | 江蘇鳳凰文藝出版社 | ISBN 9789863255758 |

## 电视节目的变迁
| 香港 港台电视31 国剧830 每周一至五 20:30 - 21:30 | 香港 港台电视31 国剧830 每周一至五 20:30 - 21:30 | 香港 港台电视31 国剧830 每周一至五 20:30 - 21:30 |
| ------------------------------------------------ | ------------------------------------------------ | ------------------------------------------------ |
|                                                  | 且試天下 （2022年9月1日－2022年10月26日）        |                                                  |
| 特戰榮耀 （2022年6月30日－2022年8月31日）        | 淘金（重播） （2022年10月27日－2022年11月11日）  |                                                  |

| 马来西亚 八度空间 亚洲精选 星期一至四 21:00 - 22:00 · 2022年11月30日，因播映首要媒体2023新春推介礼，暂停播出 · 2022年12月2日 21:00 - 22:00 | 马来西亚 八度空间 亚洲精选 星期一至四 21:00 - 22:00 · 2022年11月30日，因播映首要媒体2023新春推介礼，暂停播出 · 2022年12月2日 21:00 - 22:00 | 马来西亚 八度空间 亚洲精选 星期一至四 21:00 - 22:00 · 2022年11月30日，因播映首要媒体2023新春推介礼，暂停播出 · 2022年12月2日 21:00 - 22:00 |
| --- | --- | --- |
| | 且试天下 （2022年9月29日－2022年12月7日）                                                                                                  | |
| 雪中悍刀行 （2022年7月26日－2022年9月28日）                                                                                                | 驭鲛记之与君初相识 （2022年12月8日－2023年1月6日）                                                                                         | |